# Listă de comandanți militari

## A
- Abd el-Krim

## W
- Alfred Candidus Ferdinand zu Windisch-Graetz

## Z
- Zopyron

## Secolul al XX-lea
- Joseph Joffre (Primul Război Mondial, Franța)
- Ferdinand Foch (Primul Război Mondial, Franța)
- Philippe Pétain (Primul Război Mondial, Franța)
- Erich von Falkenhayn (Primul Război Mondial, Germania)
- Hindenburg (Primul Război Mondial, Germania)
- Franz Conrad von Hötzendorf (Primul Război Mondial, Austro-Ungaria)
- Ludendorff (Primul Război Mondial, Germania)
- Radomir Putnik (Primul Război Mondial, Serbie)
- Mustafa Kemal (Primul Război Mondial, Turquie)
- Alexeï Broussilov (Primul Război Mondial, Russie)
- Dwight Eisenhower (Al Doilea Război Mondial États-Unis)
- George Patton (Al Doilea Război Mondial États-Unis)
- Douglas MacArthur (Al Doilea Război Mondial États-Unis)
- Heinz Guderian (Al Doilea Război Mondial Germania)
- Gustaf Mannerheim (Al Doilea Război Mondial Finlande)
- Bernard Montgomery (Al Doilea Război Mondial Angleterre)
- Erwin Rommel (Al Doilea Război Mondial Germania)
- Gerd von Rundstedt (Al Doilea Război Mondial Germania)
- Sepp Dietrich (Al Doilea Război Mondial Germania)
- Friedrich Wilhelm Ernst Paulus (Al Doilea Război Mondial Germania)
- Maxime Weygand (Al Doilea Război Mondial, Franța)
- Erich von Manstein  (Al Doilea Război Mondial Germania)
- Josip Broz Tito (Al Doilea Război Mondial, iugoslav)
- Georguy Joukov (Al Doilea Război Mondial, URSS)
- Leclerc (Al Doilea Război Mondial, Franța)
- Marie Pierre Koenig (Al Doilea Război Mondial, Franța)
- Général de Gaulle (Al Doilea Război Mondial, Franța)
- De Lattre de Tassigny (Al Doilea Război Mondial, Franța)
- Marie Pierre Koenig (Al Doilea Război Mondial, Franța)
- Louis Koeltz (Al Doilea Război Mondial, Franța)
- Leo Major (Al Doilea Război Mondial Canada)
- Moshe Dayan (guerre des Six Jours, Israel)
- Võ Nguyên Giáp (Guerre d'Indochine, Vietnam)
- Alphonse Juin  (Al Doilea Război Mondial, Franța)
- Isoroku Yamamoto (Al Doilea Război Mondial, Japonia)
- Ahmed Chah Massoud (Războiul din Afghanistan (1979-1989) Afghanistan)